# Ciências do comportamento
O termo ciências comportamentais engloba as várias disciplinas que exploram os processos cognitivos dentro dos organismos e as interações comportamentais entre organismos no mundo natural. Envolve a análise sistemática e a investigação do comportamento humano e animal através do estudo do passado, da observação controlada e naturalista do presente e da experimentação científica disciplinada. Ele tenta realizar conclusões legítimas e objetivas por meio de formulações e observações rigorosas. Exemplos de ciências comportamentais incluem psicologia, psicobiologia, antropologia e ciência cognitiva. Geralmente, a ciência do comportamento lida principalmente com a ação humana e frequentemente procura generalizar sobre o comportamento humano no que se refere à sociedade.
O termo "ciências comportamentais" é frequentemente confundido com o termo "ciências sociais". Embora essas duas áreas sejam inter-relacionadas e estudem processos sistemáticos de comportamento, elas diferem em seu nível de análise científica de várias dimensões do comportamento.
As ciências comportamentais abstraem dados empíricos para investigar os processos de decisão e estratégias de comunicação dentro e entre os organismos em um sistema social. Isso envolve campos como psicologia, neurociência social etologia e ciência cognitiva.
Em contraste, as ciências sociais fornecem um quadro perceptivo para estudar os processos de um sistema social através de impactos da organização social no ajustamento estrutural do indivíduo e dos grupos. Eles tipicamente incluem campos como sociologia, economia, saúde pública, antropologia, demografia e ciência política.